# Jesse Plemons

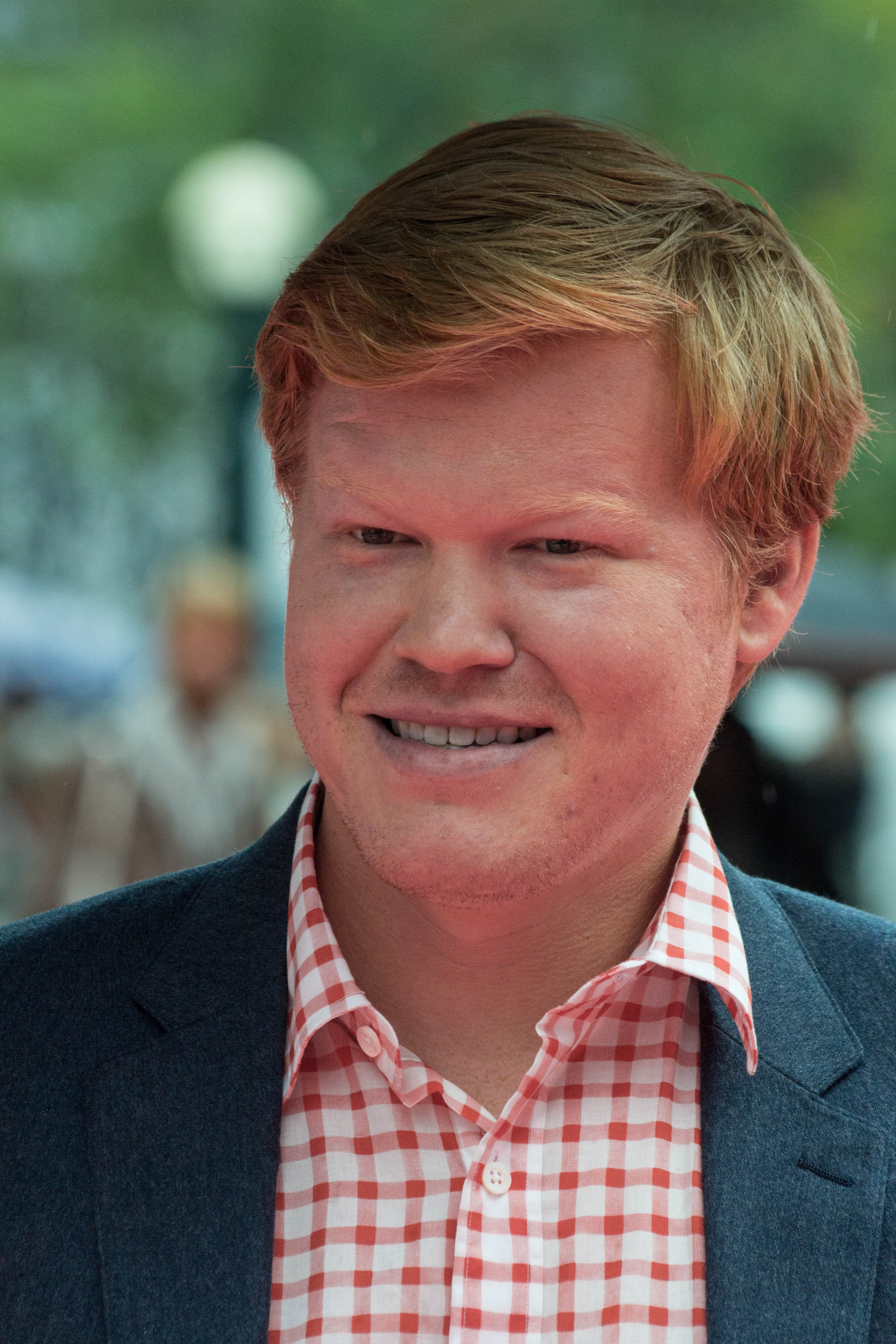
Jesse Plemons (2015)

Jesse Lon Plemons (* 2. April 1988 in Dallas, Texas) ist ein US-amerikanischer Schauspieler, der vor allem durch seine Rolle als Landry Clark in der Fernsehserie Friday Night Lights sowie durch seine Rolle als Todd Alquist in der Fernsehserie Breaking Bad bekannt ist.

## Leben
Jesse Plemons wurde in Dallas im US-Bundesstaat Texas geboren. Gemeinsam mit seiner Schwester wuchs er in einem 2000-Seelen-Ort in Texas, in der Nähe von Waco, auf. Mit dreieinhalb Jahren erhielt er seine erste Rolle in einem Coca-Cola-Werbespot. Schon in seiner frühen Kindheit war er als Statist in mehreren Filmen zu sehen. Die Schule besuchte er zunächst in seiner Heimatstadt, letztendlich machte er aber 2007 seinen Abschluss in einem Onlineprogramm der Texas Tech.
Mit etwa zehn Jahren zog er aufgrund seiner Schauspielkarriere nach Los Angeles. Für einen Gastauftritt in der Fernsehserie The Guardian – Retter mit Herz erhielt er 2002 eine Young-Artist-Award-Nominierung, die zu weiteren Rollen führte. 2006 erhielt er mit 18 Jahren seine erste Hauptrolle in der Ensemble-Serie Friday Night Lights. Für die Serie zog er nach Austin. Bis 2011 war er in der Serie als Landry Clark zu sehen. Daraufhin war er in mehreren Filmen wie Battleship und The Master zu sehen. Von 2012 bis 2013 war Plemons in der letzten Staffel der Fernsehserie Breaking Bad als Todd Teil der Hauptbesetzung. Auch spielte er 2019 in El Camino: Ein „Breaking Bad“-Film. Dabei wurde er stets von Tobias Müller synchronisiert. 2015 spielte er in der zweiten Staffel der Serie Fargo den Fleischer Ed Blumquist, was ihm eine Nominierung für den Emmy Award einbrachte.
Nach dem Ende von Breaking Bad wandte Plemons sich vermehrt der Arbeit an Kinofilmen zu, von denen bereits mehrere mit Oscars und Golden Globes preisgekrönt wurden. Unter Regie von Steven Spielberg übernahm er in den Filmen Bridge of Spies – Der Unterhändler (2015) und Die Verlegerin (2017) Nebenrollen. In dem Gangsterdrama The Irishman von Martin Scorsese war er 2019 als Charles O’Brien, der Ziehsohn von Al Pacinos Jimmy Hoffa, zu sehen. Eine Hauptrolle hatte er 2020 in der Tragikomödie I’m Thinking of Ending Things von Charlie Kaufman, im selben Jahr spielte er in Judas and the Black Messiah den FBI-Agenten Roy Mitchell. In dem Spätwestern The Power of the Dog war er 2021 unter Regie von Jane Campion als vereinsamter Ranchbesitzer George Burbank zu sehen. Für seine Darstellung erhielt er 2022 eine Oscar-Nominierung als bester Nebendarsteller.
Jesse Plemons wird eine Ähnlichkeit mit Matt Damon nachgesagt. Eine seiner ersten Rollen war eine jüngere Version von Matt Damon in All die schönen Pferde, die jedoch für die endgültige Filmfassung herausgeschnitten wurde. In Anspielung auf diese Ähnlichkeit gibt es ein Meme, in dem der Crystal-Meth-Produzent Todd, Plemons Rolle in Breaking Bad, Meth Damon genannt wird.
Im Jahr 2022 wurde er in die Academy of Motion Picture Arts and Sciences (AMPAS) berufen, die alljährlich die Oscars vergibt. Zwei Jahre später erhielt er für seine verschiedenen Rollen in Giorgos Lanthimos Episodenfilm Kinds of Kindness (2024) den Darstellerpreis des 77. Filmfestivals von Cannes.

## Privates
Jesse Plemons ist seit 2022 mit seiner Schauspielkollegin Kirsten Dunst verheiratet, die er während der Dreharbeiten zur Serie Fargo kennenlernte. Sie sind Eltern zweier 2018 und 2021 geborenen Söhne.

## Filmografie (Auswahl)
- 1998: Finding North
- 1999: Varsity Blues
- 2000: All die schönen Pferde (All the Pretty Horses)
- 2000: Walker, Texas Ranger (Fernsehserie, Folge 8x20)
- 2001: Sabrina – Total Verhext! (Sabrina, the Teenage Witch, Fernsehserie, Folge 6x01)
- 2001: The Guardian – Retter mit Herz (The Guardian, Fernsehserie, Folge 1x03)
- 2002: Children on Their Birthdays
- 2002: Like Mike
- 2003: Expert Witness (Fernsehfilm)
- 2003: Für alle Fälle Amy (Judging Amy, Fernsehserie, Folge 4x23)
- 2003: The Failures
- 2003: The Lyon’s Den (Fernsehserie, Folge 1x02)
- 2003: When Zachary Beaver Came to Town
- 2004: CSI: Vegas (CSI: Crime Scene Investigation, Fernsehserie, Folge 5x02)
- 2004: Huff – Reif für die Couch (Huff, Fernsehserie, Folge 1x08)
- 2006–2011: Friday Night Lights (Fernsehserie, 65 Folgen)
- 2006: Grey’s Anatomy (Fernsehserie, Folge 2x18)
- 2006: Navy CIS (NCIS, Fernsehserie, Folge 3x13)
- 2008: Happiness Runs
- 2008: Sky Busters – Die Himmelsstürmer (The Flyboys)
- 2008: Fear Itself (Fernsehserie, Folge 1x01)
- 2009: Cold Case – Kein Opfer ist je vergessen (Cold Case, Fernsehserie, 2 Folgen)
- 2009: Shrink – Nur nicht die Nerven verlieren (Shrink)
- 2009: Shopping-Center King – Hier gilt mein Gesetz (Observe and Report)
- 2010: Meeting Spencer
- 2010: Happiness Runs
- 2011: Paul – Ein Alien auf der Flucht (Paul)
- 2011: Childrens Hospital (Fernsehserie, Folge 3x07)
- 2012: Bent (Fernsehserie, 6 Folgen)
- 2012: Battleship
- 2012: The Master
- 2012–2013: Breaking Bad (Fernsehserie, 10 Folgen)
- 2014: Flutter
- 2014: The Homesman
- 2015: Black Mass
- 2015: The Program – Um jeden Preis (The Program)
- 2015: Fargo (Fernsehserie, 10 Folgen)
- 2015: Bridge of Spies – Der Unterhändler (Bridge of Spies)
- 2016: Other People
- 2017: The Discovery
- 2017: Barry Seal: Only in America (American Made)
- 2017: Feinde – Hostiles (Hostiles)
- 2017: Die Verlegerin (The Post)
- 2017, 2025: Black Mirror (Fernsehserie, Folge 4x01, 7x06)
- 2018: Game Night
- 2018: Vice – Der zweite Mann (Vice)
- 2019: The Irishman
- 2019: El Camino: Ein „Breaking Bad“-Film (El Camino: A Breaking Bad Movie)
- 2020: I’m Thinking of Ending Things
- 2021: Judas and the Black Messiah
- 2021: Jungle Cruise
- 2021: The Power of the Dog
- 2021: Antlers
- 2022: Windfall
- 2023: Love and Death (Miniserie, 7 Folgen)
- 2023: Killers of the Flower Moon
- 2024: Civil War
- 2024: Kinds of Kindness
- 2025: Zero Day (Miniserie, 5 Folgen)

## Auszeichnungen
Jesse Plemons erhielt 2002 mit 13 Jahren für seinen Auftritt in The Guardian – Retter mit Herz seine erste Nominierung bei den Young Artist Awards. 2007 war er mit Friday Night Lights für einen weiteren Young Artist Award nominiert. 2013 und 2014 war er als Teil des Breaking-Bad-Ensembles für einen Screen Actors Guild Award nominiert, 2014 gewann das Ensemble den Preis.
- 2002: Nominierung Young Artist Awards, Bester Gastdarsteller einer Dramaserie, für The Guardian – Retter mit Herz
- 2007: Nominierung Young Artist Awards, Bester Nebendarsteller, für Friday Night Lights
- 2012: Nominierung Milan International Film Festival, Bester Nebendarsteller, für Meeting Spencer
- 2013: Nominierung Screen Actors Guild Award, Bestes Ensemble, für Breaking Bad
- 2014: Screen Actors Guild Award, Bestes Ensemble, für Breaking Bad
- 2016: Emmy-Nominierung, Bester Nebendarsteller in einer Miniserie oder einem Fernsehfilm, für Fargo
- 2018: Emmy-Nominierung, Bester Nebendarsteller in einer Miniserie oder einem Fernsehfilm, für Black Mirror
- 2022: Nominierung London Critics Circle Film Awards, Bester Nebendarsteller, für The Power of the Dog
- 2022: BAFTA-Nominierung, Bester Nebendarsteller, für The Power of the Dog
- 2022: Oscar-Nominierung, Bester Nebendarsteller, für The Power of the Dog
- 2023: Emmy-Nominierung, Bester Nebendarsteller in einer Miniserie oder Fernsehfilm für Love & Death
- 2024: Darstellerpreis des 77. Filmfestivals von Cannes, für Kinds of Kindness
- 2025: Golden-Globe-Nominierung, Bester Hauptdarsteller – Komödie/Musical, für Kinds of Kindness